# Cunhataí
Cunhataí är en kommun i Brasilien.   Den ligger i delstaten Santa Catarina, i den södra delen av landet, 1 400 km söder om huvudstaden Brasília. Antalet invånare är 1 882.
Omgivningarna runt Cunhataí är en mosaik av jordbruksmark och naturlig växtlighet. Runt Cunhataí är det ganska tätbefolkat, med 54 invånare per kvadratkilometer.